# Le Pont-Chrétien-Chabenet
Le Pont-Chrétien-Chabenet è un comune francese di 996 abitanti situato nel dipartimento dell'Indre nella regione del Centro-Valle della Loira.

## Società

### Evoluzione demografica
Abitanti censiti